# Kexi
Kexi ist eine freie integrierte Datenbankmanagementanwendung als Teil von Calligra, die die Lücke zwischen Tabellen (Calc) und professionellen Datenbanklösungen schließen soll. Das Programm ähnelt in Bedienung und Verhalten sehr stark Microsoft Access und liefert auch ohne professionelle Datenbank-Kenntnisse schnell ansehnliche Ergebnisse.

## Geschichte
Die Arbeit an Kexi wurde begonnen, als man einen Mangel an freien Software-Lösungen mit einem ähnlichen Funktionsumfang erkannte, wie ihn Microsoft Access, FoxPro, Oracle Forms oder FileMaker bieten. Kexi ist Bestandteil von KOffice, wobei seit 2003 viele Beiträge von OpenOffice Polska hinzukamen. OpenOffice Polska bietet auch eine Kexi-Demo für Windows-Systeme zum Download an, die bislang allerdings nur kostenpflichtig angeboten werden konnte. Zukünftig soll auch die Windows-Version kostenlos offeriert werden. Kexi läuft außerdem unter Linux und Unix, unter Mac OS X (mittels Fink) und unter Solaris.
Nach Version 1.6 von KOffice wurde Kexi aus dem Software-Paket entfernt. In Version 2.2 wurde es nach einer Überarbeitung der Benutzeroberfläche wieder in das Paket aufgenommen.
Mit Version 2.4 wird Kexi wieder aus KOffice entfernt und stattdessen mit Calligra Suite ausgeliefert.

## Funktionsumfang
Kexi kann auf unterschiedliche Datenbank-Server wie etwa MySQL oder PostgreSQL zugreifen. Wird SQLite verwendet, kann die erzeugte SQLite-Datenbank mit jedem anderen SQLite-Programm bearbeitet werden. Neben Tabellen und Abfragen sind auch Formulare zum Eingeben und Abfragen von Daten möglich. Außerdem sind einfache Berichte möglich. Kleine Scripts sind mittels Python oder Ruby möglich. Die Unterstützung für Makros ist in Vorbereitung. Da alle Datenbank-Objekte, also Tabellen, Abfragen und Formulare, in einer einzelnen Datenbank-Datei gespeichert werden, erleichtert das die Weitergabe und den Austausch bestehender Datenbanken.